# Liste der Kulturdenkmale in Langenburg

Wappen von Langenburg

In der Liste der Kulturdenkmale in Langenburg sind Bau- und Kunstdenkmale der Stadt Langenburg verzeichnet, die im „Verzeichnis der unbeweglichen Bau- und Kunstdenkmale und der zu prüfenden Objekte“ des Landesamts für Denkmalpflege Baden-Württemberg verzeichnet sind. Dieses Verzeichnis ist nicht öffentlich und kann nur bei „berechtigtem Interesse“ eingesehen werden. Die folgende Liste ist daher nicht vollständig und gibt überwiegend Angaben des Denkmalpflegerischern Werteplans der Gesamtanlage Langenburg wieder.

## Kulturdenkmale nach Ortsteilen

### Bächlingen
| Bild | Bezeichnung | Lage                      | Datierung | Beschreibung | ID     |
| ---- | ----------- | ------------------------- | --------- | ------------ | ------ |
|      |             | Bächlingen, Kirchstraße 5 |           | [ 2 ]        | Schule |

### Langenburg
| Bild           | Bezeichnung                                                          | Lage                                                       | Datierung | Beschreibung | ID |
| -------------- | -------------------------------------------------------------------- | ---------------------------------------------------------- | --------- | --- | -- |
| Weitere Bilder | Gesamtanlage Langenburg                                              | Langenburg                                                 |           | Aufgrund der besonderen Bedeutung Langenburgs als hohenlohisches Residenzstädtchen – in charakteristischer topographischer Lage auf einem Bergsporn gelegen und mit gut überliefertem Baubestand des 16. bis frühen 20. Jahrhunderts sowie einem die Stadterweiterungen widerspiegelnden Stadtgrundriss mit teilweise erhaltener Stadtumwehrung und hervorragend erhaltener kulturlandschaftlicher Einbettung durch weitestgehend unbebaute Hanglagen, den herrschaftlichen Gartenbereich und vorstädtische Nutzgärten ausgestattet – handelt es sich bei der Stadt um eine Gesamtanlage gemäß § 19 DSchG, an deren Erhaltung ein besonderes öffentliches Interesse besteht. Geschützt nach § 19 DSchG |    |
|                | Stadtbefestigung                                                     | Bettelweg, Brauereiweg, Hagweg, Hauptstraße, Hintere Gasse |           | Stadtbefestigung, unter Graf Philipp Ernst ab 1610 errichtet, mit sämtlichen sichtbaren und in die Bebauung integrierten Mauern sowie Grabenbereichen, mit dem Oberen Tor (Hauptstr. 41) und den zu Wohnzwecken umgebauten Türmen (Hauptstr. 40c, Hintere Gasse 7, 9, 33, 49). Im Verlauf des 19. Jhs. wurde die Mauer in der Höhe reduziert und das Untere Tor am Kronenbuck abgetragen. An der Südseite wurde die Mauer durch den Straßenbau der Bächlinger Straße in den 1860er Jahren beseitigt. Die Stadtbefestigung trägt wesentlich zum geschlossenen Charakter der Stadtanlage bei. Sie ist ein wichtiges Zeugnis der historischen Verteidigungstechnik und Rechtsdokument für die Stadtgeschichte. Sie dokumentiert mit ihren umgenutzten Türmen auch die schrittweise, am Ende des 17. Jhs. schon früh einsetzenden Entfestigung. Geschützt nach §§ 28 (Sachgesamtheit) DSchG |    |
|                | Amtsgericht                                                          | Bächlinger Straße 35                                       |           | Traufständiger Massivbau; fünfgeschossig, Erd- und erstes Obergeschoss mit Rustikaquaderung, Portal über beide Geschosse mit Giebelbekrönung und profiliertem Rundbogentürgewände; leicht vorspringender Mittelrisalit auf der Traufseite, schmaler Mittelrisalit auf der Giebelseite; zweites bis fünftes Geschoss verputzt, dort Eckquaderung; verzierte Fenstergewände (insbes. Gerichtssaal im zweiten Obergeschoss); Walmdach; bauzeitliche Einfassungsmauer; 1904/05 erbaut (Architekt: Oberbaurat Friedrich Gebhardt) 1965 Dachumgestaltung, 1990 Sanierung. Langenburg ist seit 1810 Sitz des Amtsgerichts (vgl. Hauptstr. 15). Das Gerichtsgebäude war mit zwei hohen Ziergiebeln versehen. Es bildet eine Sachgesamtheit mit ehem. Gefängnis (Ziegelrain 4). Mit dem Neorenaissancebau wurde ein optischer Kontrapunkt zum Schloss gesetzt, der die Fernansicht der Stadt dominiert. Die hohe Fassade prägt das Stadtbild fast exakt dort, wo sich zuvor das Untere Tor befand. Das Gebäude dokumentiert die zweihundertjährige Gerichtstradition von Langenburg. Geschützt nach §§ 2 (Gebäude) DSchG |    |
|                | Ehemalige Schule                                                     | Fürst-Ernst-Platz 1                                        |           | Traufständiger, zweigeschossiger verputzter Massivbau mit Hausteinsockel; Eckquader an östl. Giebelfront; Fachwerk-Uhrentürmchen, Sandsteinbüste (Carl Julius Weber als Demokrit); Satteldach; 1890 als Volksschule erbaut, 1936 erweitert (in Wappentafel an Nordwestecke datiert). Das Gebäude wurde bis 1975 als Grundschule genutzt. Mit den nach Osten gerichteten Stadterweiterungen des 18. und 19. Jhs. entsteht das Bedürfnis, in diesem Bereich eine Volksschule zu errichten, die den 400 Jahre alten Schulstandort im historischen Stadtzentrum (vgl. Hauptstr. 23 und 3) ergänzt. Somit lassen sich Bevölkerungszuwachs und topografisch bedingt gen Osten gerichtete Ausbreitung der Stadt an der Geschichte der ehem. Volksschule ablesen. Der Kernbau dokumentiert den Schulhausbau des späten 19. Jhs. in charakteristischer Art und Weise, die spätere Erweiterung zitiert mit dem zierlichen Uhrentürmchen die Fachwerkvergangenheit in Langenburg und setzt einen städtebaulichen Akzent in der östl. Vorstadt. Geschützt nach §§ 2 (Gebäude) DSchG |    |
|                | Fachwerkscheune                                                      | Gartenstraße 2                                             |           | Traufständige Fachwerkscheune mit Halbwalmdach; 1756 errichtet, in der rechten Gebäudehälfte Garageneinbau des frühen 20. Jhs. Die an der Einmündung der Gartenstraße in die Hauptstraße gelegene Scheuer bildet eine Sachgesamtheit mit dem Gasthaus „Zur Post“ (Hauptstr. 55). Im Gasthaus war 1752 eine Posthalterei für die Postroute von Nürnberg nach Straßburg eingerichtet worden. Die große Scheune dokumentiert die Entwicklung von Handel und Verkehr: 1756 wurden große Erwartungen an den wirtschaftlichen Aufschwung insbesondere in der Vorstadt geknüpft; im 20. Jh. hinterlässt der sich anbahnende Autotourismus Spuren. Durch ihre Lage an der Einmündung der Gartenstraße prägt die besonders authentisch überlieferte Scheune das Stadtbild in diesem Bereich der Hauptstraße. Geschützt nach §§ 2 (Gebäude) DSchG |    |
|                | Ehemaliges Forstamt                                                  | Gartenstraße 45                                            |           | Giebelständiger, dreigeschossiger Massivbau; verputzt; hohes Rustika-Sockelgeschoss; auf Steinkonsolen stehender, über erstes und zweites Obergeschoss geführter Erker an Südgiebelseite, Giebelgliederung durch Klebdach; Satteldach; Treppenhausgiebel an westl. Traufseite; 1912 im Auftrag der Fürstlichen Domänenkanzlei (Architekt: G. Schwarz) erbaut. Das ehem. Forstamt wurde abseits der städtischen Bebauung an der Gartenstraße errichtet; das Umfeld war zur Bauzeit von Krautgärten geprägt. Das ehem. Forstamt ist mit seiner im Heimatstil gehaltenen Architektur im Stadtbild Langenburgs einzigartig. Der ehedem freie Standort, abgesetzt vom Ortsrand, ist typisch für die Lage eines Forsthauses. Es dokumentiert die städtebauliche Entwicklung im 20. Jh. mit der Verschiebung des Stadtrands gen Osten. Geschützt nach §§ 2 (Gebäude) DSchG |    |
| Weitere Bilder | Ehemaliges Zweites Rathaus                                           | Hauptstraße 1                                              |           | Giebelständiges, zweigeschossiges Fachwerkhaus mit massivem Erdgeschoss; Zierfachwerk mit durchkreuzten Sternmotiven, herzförmigen Putzintarsien in den Kopfbügen und profilierte Schwellen an der Schauseite, konstruktives Fachwerk an Traufseiten, Rückfront verputzt, Satteldach; im 17. Jh. erbaut, Fassade im Giebelbereich im 19. Jh. verändert und 2002 renoviert. Das zweite Rathaus Langenburgs markiert die östliche Grenze des Schlossbereiches. Direkt vor das erste Rathaus gestellt unterbricht es die Gebäudeflucht aus ehem. Marstall, Fruchtkasten (Schloss 8, 7) und erstem Rathaus (Hintere Gasse 3). Es diente bis 1819 als Rathaus, bis 1876 als Magazin und ist seitdem Wohnhaus. Das den Bürgern vom Fürsten zur Verfügung gestellte Rathaus dokumentiert einzigartig die von der Herrschaft ausgehende Stadtplanung: Wo zuvor der Schlossplatz nahtlos in Marktplatz und Hinterhofparzellen an der Hinteren Gasse überging, gibt es nun eine optische Trennung. Die Schaufassade zeugt ungeachtet der umnutzungsbedingten Veränderungen von hoher künstlerischer Qualität; Details finden sich als Architekturzitate an anderer Stelle im Stadtbild wieder. Geschützt nach §§ 2 (Gebäude) DSchG |    |
| Weitere Bilder | Ehemalige Lateinschule                                               | Hauptstraße 3                                              |           | Traufständiger, heute zweigeschossiger Putzbau; mittiger Eingang mit profiliertem Türgewände über doppelläufiger Treppe, Satteldach; im Keilstein des Türgewändes auf 1790 datiert, zweites Obergeschoss im Zweiten Weltkrieg ausgebrannt und abgetragen, 1996 umfassende Umgestaltung der Rückfront (angestellte Balkone, Traufdurchbruch, offener Giebel), 1998 Einbau von Arztpraxis. Die Lateinschule ist bereits 1502 als Einrichtung belegt und existierte bis 1941. Ab 1945 wurde der Schulbetrieb als städtische Oberschule fortgeführt. Das zunächst unter fürstlicher, dann städtischer und ab 1951 staatlicher Obhut stehende Schulgebäude ist von heimatgeschichtlicher Bedeutung. Obgleich im Stadtbild nicht mehr so prägnant wie vor dem Brand (Dreigeschosser mit hohem Walmdach), bleibt es bis heute aufgrund der Lage an der Zufahrt zum Marktplatz von städtebaulicher Bedeutung. Geschützt nach §§ 2 (Gebäude) DSchG |    |
| Weitere Bilder | Wohnhaus                                                             | Hauptstraße 4                                              |           | Giebelständiges, zweigeschossiges Fachwerkhaus mit Hanggeschoss, Zierfachwerk und profilierte Schwellen an der zum Marktplatz gewandten Schauseite, Erdgeschoss und Rückfront verputzt, geohrte Fenstergewände, Satteldach; Ornamentierungen an Eckständern (Nachbildungen) mit Jahreszahl 1562, im Kern noch 16. Jh., Obergeschoss im 18. Jh. verändert, 1975 Fassadenarbeiten, 1998 Instandsetzung Dachstuhl und -deckung, Neugestaltung Erdgeschoss mit Rückbau des Ladeneinbaus von 1950. Das Gebäude ist Bestandteil einer den Marktplatz gestalterisch prägenden Fachwerk-Häuserzeile; es ist ein ehem. Schlossbediensteten-Wohnhaus. Das mit einer Zierfassade des 16. Jhs. ausgestattete Wohnhaus weist charakteristische Veränderungen späterer Bauepochen auf. Es ist heute als westlicher Abschluss der historischen Fachwerkhäuserreihe am Marktplatz ein städtebaulich markantes Gebäude und dokumentiert in besonderer Weise den Gestaltungswillen der Herrschaft hinsichtlich einer repräsentierenden Wirkung am zentralen Platz des Ortes. Geschützt nach §§ 2 (Gebäude) DSchG |    |
| Weitere Bilder | Wohnhaus                                                             | Hauptstraße 6                                              |           | Giebelständiges, zweigeschossiges Fachwerkhaus mit bruchsteingemauertem Hanguntergeschoss; Rundbogen-Kellereingang, geschnitzte Eckständer in Erd- und Obergeschoss, zum Marktplatz Zierfachwerkgiebel mit Feuerböcken und durchkreuzten Rautenund Sternmotiven, traufseitige Vorkragung, Satteldach; Bauzeit um 1600 bzw. 17. Jh., Obergeschoss und Talseite im 18. oder 19. Jh. überformt, Giebelrenovierung 1968, Instandsetzung 1977. Das Haus ist ehem. Wohngebäude des fürstlichen Kutschers. Die Zierelemente im Giebelfeld verweisen auf das ehem. Rathaus (Hauptstr. 1). Das mit reich gestaltetem Zierfachwerk versehene Wohnhaus zeugt von der Qualität frühneuzeitlicher Zimmermannskunst. Es dokumentiert den standesherrschaftlichen Anspruch, auch für die Bediensteten des Fürsten repräsentativ zu bauen – das Haus des Kutschers erhält eine ebenso kunstvoll gestaltete Fassade wie das städtische Rathaus. Geschützt nach §§ 2 (Gebäude) DSchG |    |
| Weitere Bilder | Wohnhaus mit sogenanntem Pulverturm                                  | Hauptstraße 7                                              |           | Zwei- bzw. dreigeschossiges, massiv gemauertes und verputztes Gebäude mit integriertem sog. Pulverturm als rückwärtigem Hausteil; im Türgewände auf 1500 datiert, Pulverturm eventuell älter. Das Gebäude besteht aus drei früher nicht zusammenhängenden Teilen und birgt die älteste Bausubstanz im Stadtbereich. Der Pulverturm hat einen liegenden Dachstuhl mit Verblattungen. Sein 80 cm starkes Mauerwerk ist älter als die Stadtummauerung und wurde nicht in jene integriert. Die Funktion des Turmes ist ungeklärt. Im Obergeschoss des vorderen Wohnteils sind Bemalungsreste erhalten. Das Gebäude ist der einzige erhaltene Profanbau aus der Zeit vor dem Stadtbrand 1543 und der Verlegung der fürstlichen Residenz nach Langenburg 1573. Die Schrägstellung des Bauwerks auf einer auffallend unregelmäßigen Parzelle lässt eine Vorbefestigung der mittelalterlichen Burg vermuten. Bausubstanz und Grundriss sind daher wichtige Dokumente der Stadtgeschichte Langenburgs. Geschützt nach §§ 2 (Gebäude) DSchG |    |
| Weitere Bilder | Wohnhaus                                                             | Hauptstraße 8                                              |           | Traufständiges, zweigeschossiges Fachwerkhaus mit massivem Hanggeschoss; zum Marktplatz Fachwerk mit dicht gefügten K-Streben, ornamentierten Eckständern, profilierten Schwellen und Traufgesimsen; Seiten- und Rückfront verputzt; Zwerchhaus, Halbwalmdach; Eckständer auf 1714 datiert, Zwerchhaus im 19. Jh. hinzugefügt, talwärtsgewandte Traufseite partiell erneuert, Fassade 1985/86 saniert. Das noch 1964 in den Bauakten als standesherrschaftliches Haus bezeichnete Gebäude wurde von Ärzten genutzt, es wird daher „Doktorhaus“ genannt. Im Kellergeschoss befinden sich zwei gewölbte Keller. Das Gebäude dokumentiert den fürstlichen Anspruch, auch im Rahmen der Wohnbebauung für Bedienstete Maßstäbe zu setzen. Das gut erhaltene, eventuell zeitweilig verputzte Fachwerk ist ein Beleg für die Kunstfertigkeit der Zimmerleute im frühen 18. Jh. Geschützt nach §§ 2 (Gebäude) DSchG |    |
| Weitere Bilder | Ehemals Dekanat                                                      | Hauptstraße 10                                             |           | Traufständiger, zweigeschossiger Putzbau mit Rustika-Hanggeschoss; leicht vorspringender Mittelteil der Fassaden an Vorder- und Rückfront mit Mansarddach-Zwerchhäuschen, Erkertürmchen an Talseite, mittiger Eingang mit Sandsteintürgewände, vertikale Gliederung durch Zierband unter Zwerchhäuschen sowie ornamentierte Fenstergesimse, Ecklisenen; Walmdach; bauzeitliche Garteneinfriedung mit steinernen Gartenpfosten; erbaut 1909/10, 1982 Dachdeckung neu, 1995 neuer Farbanstrich. Das ehem. Dekanat und heutige evangelische Pfarrhaus wurde an Stelle des Alten Dekanats ab 1909 nach Plänen des Architekten Fröhner vom Bezirksbauamt Ellwangen errichtet. Im Treppenhaus sind originale Türblätter und Glastüren erhalten. Die mit vielfältigen Zierelementen gestalteten und gegliederten Fassaden mit Anklängen des Neobarock dokumentieren das Repräsentationsbedürfnis des kirchlichen Bauträgers. Anders als bei den frühneuzeitlichen Bauten genügt eine dem Marktplatz zugewandte Zierfassade 1909 nicht mehr, man gestaltet eine zweite Schaufassade samt Garten, die vom Tal aus wahrgenommen wird. Geschützt nach §§ 2 (Gebäude) DSchG |    |
| Weitere Bilder | Ehem. Gasthaus „Stern“                                               | Hauptstraße 12                                             |           | Traufständiges, zweigeschossiges Gebäude, Erd- und Hanguntergeschoss massiv, zum Marktplatz zwei Rundbogentüren mit Sandsteintürgewände, Obergeschoss verputztes Fachwerk, Zwerchgiebel mit Sichtfachwerk, Satteldach; durch Inschrifttafel im Erdgeschoss auf 1568 datiert, im 19. Jh. Erweiterung durch Zwerchgiebel. Das Gebäude wurde seit dem 17. Jh. als Gasthaus „Stern“ genutzt. Das zum ältesten profanen Hausbestand Langenburgs gehörende Bauwerk ist ein wichtiges Zeugnis der frühen Stadtbaugeschichte. Die Umnutzung als Gasthaus in zentraler Lage am Marktplatz gegenüber dem Rathaus verweist auf den Rang, der dem damaligen Besitzer im sozialen Gefüge der Stadt beigemessen wurde. Im Bedarf an zusätzlichen Gasthäusern (vgl. Hauptstr. 21, 24) spiegelt sich der wirtschaftliche Aufschwung der aufstrebenden Residenzstadt wider. Geschützt nach §§ 2 (Gebäude) DSchG |    |
| Weitere Bilder | Wohnhaus                                                             | Hauptstraße 14/16                                          |           | Traufständiges, zweigeschossiges verputztes Fachwerkhaus mit massivem Hanggeschoss; zwei mittig angeordnete Zugänge an Traufseite; Giebelvorbau an Südseite; Satteldach, im Westen abgewalmt, verblatteter Dachstuhl; im Kern aus dem 16. Jh., talseitig vorgebaute Erweiterung 18. Jh., Unterteilung in Doppelhaus mit Veränderungen im Erdgeschoss; Schaufenstereinbau des 19. Jhs. in rechter Haushälfte im 20. Jh. zurückgebaut. Mit seiner ins 16. Jh. zurückreichenden Baugeschichte gehört das Fachwerkhaus zum ältesten erhaltenen Hausbestand in Langenburg. Vor dem Bau der Stadtmauer (ab 1610), die zugleich als Stützmauer am Hang diente, ließ das abschüssige Gelände nur eine geringe Bebauungstiefe zu, was die am Marktplatz unübliche Traufständigkeit erklärt (vgl. Hauptstr. 12). Das Gebäude hat dokumentarischen Wert für mehrere Epochen der Stadtbaugeschichte: Spätmittelalterlicher Kernbau, Erweiterung nach dem Stadtmauerbau, barocke Umgestaltung der zum Marktplatz gewandten Schaufassade, Unterteilung in zwei Hälften als Handwerkerhaus mit Umgestaltung als Ladenwerkstatt. Geschützt nach §§ 2 (Gebäude) DSchG |    |
| Weitere Bilder | Rathaus                                                              | Hauptstraße 15                                             |           | Giebelständiges, zweigeschossiges Fachwerkhaus, massives Erdgeschoss mit Eckquaderung; Fachwerk in Obergeschoss und Giebel der Schauseite, dort geohrte Fenstergewände und profilierte Schwellen; Erdgeschoss, Traufseiten und Rückfront verputzt, Satteldach (rückwärtig Halbwalm); im Kern wohl zweite Hälfte 16. Jh., bauliche Veränderungen (u. a. Fenster im Obergeschoss und Giebel) an Türsturz auf 1803 datiert, 1998 Sanierung des Giebels. Das ehem. Wohnhaus des fürstlichen Rentmeisters wurde den Bürgern 1817 als drittes Rathaus zur Verfügung gestellt. Im 19. Jh. diente es zugleich als Oberamtsgerichtskanzlei. Aus dieser Zeit ist eine Arrestzelle im Erdgeschoss erhalten. Die Nutzungsabfolge von drei Rathäusern (vgl. Hintere Gasse 3, Hauptstr. 1) verdeutlicht die Dominanz der Herrschaft im Gemeinwesen der Stadt: benötigt der Fürst das Rathaus anderweitig, so muss der Bürgermeister umziehen. Das dritte Rathaus prägt mit seiner älteren, um 1800 umgestalteten Fassade das Stadtbild am Marktplatz und ist Dokument der fürstlich gelenkten Geschichte öffentlicher Bauten in Langenburg. Geschützt nach §§ 2 (Gebäude) DSchG |    |
| Weitere Bilder | Gasthaus „Ochsen“                                                    | Hauptstraße 21                                             |           | Giebelständiges, zweigeschossiges Fachwerkhaus in Ecklage; Erdgeschoss massiv, Fachwerk mit stark profilierten Schwellen und Vorkragungen in Obergeschoss und Giebel, Seiten- und Rückfront verputzt; im Kern wohl 16. Jh., Giebelverbreiterung und Erweiterung des Obergeschosses im 18. Jh., konstruktives Fachwerk im Rahmen der Baumaßnahme des 18. Jhs. verputzt, im 20. Jh. Fachwerkfreilegung. Die Wirtshausnutzung des „Uissigheimer Hofes“ ist erstmals 1606 belegt, 1629 erfolgt die Umbenennung in „Ochsen“. Das Gasthaus bildete vormals eine Sachgesamtheit mit „Hintere Gasse 27“ (Ochsen-Scheune, 1998 abgebrochen). Das älteste Wirtshaus in Langenburg bildete die Keimzelle für die bis heute erhaltene Konzentration gastronomischer Einrichtungen im Bereich der Einmündung Hauptstr./Kronenbuck. Die Fachwerkfassade des Gasthauses dokumentiert in sehr eindrucksvoller Weise die Bauphasen des Gebäudes, welche exemplarisch für die jeweilige Periode der Stadtgeschichte stehen. Geschützt nach §§ 2 (Gebäude) DSchG |    |
| Weitere Bilder | Sogenannter „Witwenbau“                                              | Hauptstraße 23                                             |           | Giebelständiges zweigeschossiges verputztes Steinhaus mit Eckquaderung; symmetrisch gegliederte Fassade; erhöhter mittiger Rundbogeneingang über doppelläufige Außentreppe erschlossen; gekoppelte Fenster in Wohnobergeschoss; Staffelgiebel mit rundbogigen Aufzugsläden für Speicher; liegender Dachstuhl, angeblattete Kopfbänder und Verzapfungen, Satteldach; Einfassungsmauer an westl. Traufseite; schmalerer Treppenhausanbau an Nordseite; darin Rundbogenkellertor zu Gewölbekeller und Wendeltreppe mit steinerner Spindel; Staffelgiebel, verblatteter Dachstuhl; Wappen an Eingang auf 1585 datiert, 1978 Umbau. Das Gebäude bildet eine Sachgesamtheit mit der Remise Hintere Gasse 29. Der Renaissancebau wurde als gräflicher Witwensitz errichtet und später als Wohnhaus für Hofbeamte, erste Lateinschule (bis 1790; vgl. Hauptstr. 3) und Oberamtsrichterwohnung genutzt. Der „Witwenbau“ ist eines der ältesten Steingebäude Langenburgs und ein anschauliches Beispiel herrschaftlich-repräsentativen Bauens. Durch vielfältige Nutzung ist er stadtgeschichtlich bedeutsam; die symmetrische Renaissance-Fassade mit hohem Staffelgiebel prägt das Ortsbild im Kernbereich der historischen Stadt und ist ein markanter Kontrapunkt zur umgebenden Fachwerkbebauung. Geschützt nach §§ 2 (Gebäude) DSchG |    |
| Weitere Bilder | Gasthaus „Krone“                                                     | Hauptstraße 24                                             |           | Giebelständiges, zweigeschossiges Gebäude mit massivem Erdgeschoss, Schaufassade mit Zierfachwerk in Obergeschoss und Giebel sowie vorspringendem Standerker, stark profilierte Schwellen, Satteldach; in Eckständer auf 1623 datiert, Traufseiten und talseitige Giebelfront im 20. Jh. baulich verändert und verputzt, Erdgeschoss und Teile des Giebels nach 1963 verändert. Das Gasthaus „Krone“ steht an der Einmündung des Kronenbuck in die Hauptstraße, oberhalb des vor 1833 abgebrochenen Unteren Tors. Es bildet den östlichen Abschluss des Marktplatzes. Die aufwändig gestaltete Zierfachwerkfassade mit Erkertürmchen zeugt vom Wohlstand des Besitzers, dessen Wirtshaus an exponierter Stelle am südlichen Stadtzugang lag. Die städtebauliche Bedeutung des Gebäudes lässt sich bis heute am Straßennamen „Kronenbuck“ für die historische Zufahrt zum Marktplatz ablesen. Geschützt nach §§ 2 (Gebäude) DSchG |    |
| Weitere Bilder | Wohn- und Geschäftshaus                                              | Hauptstraße 25/27                                          |           | Traufständiges, dreigeschossiges Doppelhaus, verputzter Fachwerkbau mit steinernem Erdgeschoss; zwei mittige Hauseingänge mit bauzeitlichen Türen, klassizistische Fassade mit axial ausgerichtetem Fensterband im ersten und zweiten Obergeschoss, konsolenverziertes Traufgesims; um 1850 erbaut, 1995/97 Modernisierung und rückwärtiger Treppenhausanbau, Dachausbau. Im Erdgeschoss ist die im 19. Jh. eingerichtete Werkstatt eines Schmieds vollständig erhalten und 2003/05 restauriert worden. Der historische Zugang zum Laden ist bis heute wahrnehmbar. Das Gebäude ist ein in Langenburg eher seltenes Beispiel eines klassizistischen Bürgerhauses und nimmt damit eine Sonderstellung in der Bebauung des Marktplatzes ein. Die museal erhaltene Werkstatt ist ein Dokument der Wirtschafts- und Sozialgeschichte. Geschützt nach §§ 2 (Gebäude) DSchG |    |
| Weitere Bilder | Wohnhaus                                                             | Hauptstraße 29                                             |           | Eckquaderstein der Erdgeschoss-Bruchsteinmauer; mit Inschrift auf 1584 datiert (Kulturdenkmal gemäß § 2 DSchG); Wohn- und Geschäftshaus (erhaltenswertes Gebäude) mit massivem Erdgeschoss aus 16. Jh. und Fachwerkobergeschoss aus zweiter Hälfte des 18. Jhs.; giebelständig, Satteldach; gewölbter Keller; Einbauten für Bäckerei im 19. Jh.; Fachwerkfreilegung, Verlegung des ehem. mittigen Ladeneingangs an die Gebäudeecke, Schaufenster nach 1962; in 1970er Jahren Teilabbruch und Erweiterung durch Anbau an Hinterer Gasse. Das Fachwerkhaus wurde zeitweilig als Gasthof „Hirsch“ genutzt. Der datierte Eckquaderstein ist ein historisches Baudokument für die Bebauung der innerstädtischen Hauptstraße und die städtebauliche Entwicklung. Als Bestandteil der giebelständigen Häuserzeile ist das Fachwerkhaus ein wichtiges Element im Straßenzug der Hauptstraße. Geschützt nach §§ 2 (Bauteil) DSchG |    |
| Weitere Bilder | Wohnhaus                                                             | Hauptstraße 31                                             |           | Giebelständiges, zweigeschossiges Fachwerkhaus, Satteldach; Bebauung mit „Kappengut“ 1562 belegt, Fachwerk des 16./17. Jhs., bei Freilegung und Renovierung 1983/84 stark verändert. Der geringe Abstand zum ebenfalls im 16. Jh. errichteten Kirchturm deutet darauf hin, dass das Wohnhaus im Kern älter ist als der Turm. Das Gebäude ist Dokument der frühneuzeitlichen Bebauung der Hauptstraße im Bereich der Stadtkirche und des Oberen Tores. An markanter Stelle in unmittelbarer Nachbarschaft zur Stadtkirche ist es ein Zeugnis eines frühen, wenn auch in rekonstruierter Form veränderten Fachwerkbaus. Geschützt nach §§ 2 (Gebäude) DSchG |    |
| Weitere Bilder | Wohn- und Geschäftshaus                                              | Hauptstraße 32                                             |           | Giebelständiges, zweigeschossiges Fachwerkhaus mit massivem verputztem Erdgeschoss, Zierfachwerk in Obergeschoss und Giebel, Satteldach; geschnitzter Eckständer auf 1671 datiert, laut Türsturzinschrift 1860 Erdgeschossumbau, 1975 Erweiterung für Metzgerei, 1977 Instandsetzung der Fassade, 1991 Dachgeschossausbau. Die in der historischen Ansicht erkennbare traufseitige Vorkragung ist durch die Erweiterung der Metzgerei nicht mehr wahrzunehmen. Das Wohn- und Geschäftshaus mit seiner besonders aufwändig dekorierten Zierfachwerkfassade ist ein herausragendes Zeugnis frühneuzeitlicher Zimmermannskunst innerhalb der Fachwerkhäuser an der Hauptstraße im Stadtkern. Geschützt nach §§ 2 (Gebäude) DSchG |    |
| Weitere Bilder | Evangelische Stadtkirche                                             | Hauptstraße 33                                             |           | Spätgotischer Polygonalchor mit Maßwerkfenstern, Netzgewölbe und Fürstengruft; asymmetrisch angesetztes einschiffiges Langhaus mit kielbogenförmiger Bretterdecke; Westturm mit Eingangshalle und Zwiebelhaube; Chor 1499 als Wallfahrtskapelle „Zum Heiligen Blut“ erbaut, Turm 16. Jh., Kirchenschiff 1610 mit Erweiterung 1680; 1906, 1961, 1987, 1998 renoviert. Langenburg gehörte bis zur Einführung der Reformation 1553 zur Urpfarrei Bächlingen und erhält erst danach eine Stadtkirche. Im Innern ist die Ausstattung des 16. – 18. Jhs. zum Teil erhalten. Die durch Erweiterung einer kath. Wallfahrtskapelle entstandene ev. Stadtkirche ist steinernes Zeugnis für die Verbreitung der Reformation in Hohenlohe. Zudem ist sie Indiz für den Aufschwung Langenburgs im 16. Jh. (1567 Marktrecht, 1573 Residenz) und den Einfluss der Fürstenfamilie auf die Stadt (Fürstenlaube und -grab im Langhaus). Das zentrale Baudokument der Kirchengeschichte ist zugleich in hohem Maße stadtbildprägend und setzt mit dem Turm eine östl. Dominante als Kontrapunkt zum Schloss. Geschützt nach §§ 2 (Gebäude) DSchG |    |
| Weitere Bilder | Wohnhaus mit Stadtmauer                                              | Hauptstraße 39                                             |           | Zweigeschossiges Fachwerkhaus auf hohem Steinsockel in Ecklage am Oberen Tor; östl. Traufseite integriert in Erdgeschoss Stadtmauer (Kulturdenkmal gemäß § 28 DSchG) und in Obergeschoss Fachwerkwehrgang (z. T. verputzt); westl. Traufseite verputzt, im Südgiebel Fachwerkfreilegung; Steintreppe zum Eingang sowie gemauertes Kellervorhaus an westl. Traufseite; Satteldach mit drei Gaupen gen Westen; im 18. Jh. erbaut, Kellerzugang auf 1833 datiert, 1978 Balkonanbau an östl. Stadtmauer, 1985 Umbau und Instandsetzung, 1996 Fenster neu. Vor der östl. Stadtmauer ist eine Zwingermauer angesetzt, die ein erhaltenswertes Gartengrundstück (Hauptstr. 53) einfasst. Der überdachte, vor die Fassade gemauerte Kellerhals lässt eine nachträgliche Unterkellerung vermuten. Das Gebäude dokumentiert den Aufbau der Verteidigungsanlage (Stadtmauer, Wehrgang, Zwinger) am Oberen Tor. Als Wohnhaus zwischen Oberem Tor und Stadtkirche (vgl. Hintere Gasse 47 und 55) und zudem an der Einmündung der Hinteren Gasse gelegen, ist es städtebaulich bedeutend. Geschützt nach §§ 2 (Gebäude) DSchG |    |
|                | Wohnhaus mit Stadtmauer und Nebengebäude mit Turmstumpf              | Hauptstraße 40, 40c                                        |           | Zweigeschossiges verputztes Fachwerkhaus auf niedrigem Steinsockel; Südostgiebelseite auf die bis ins Obergeschoss reichende Stadtmauer (Kulturdenkmal gemäß § 28 DSchG) gebaut; profilierte Traufe, Schwelle und Kehlbalken; Satteldach; im frühen 18. Jh. erbaut. Stadtmauerturm von 1610; Turmstumpf im 18. Jh. mit eingeschossigem Fachwerk-Nebengebäude (in jüngerer Zeit gen Osten erweitert) überbaut. Die Erschließung der beiden Gebäude erfolgte über eine Hofzufahrt zwischen Hauptstraße 36 und 42. Sie dienten einem Handwerker (Küfer) als Wohn- und Arbeitsstätte. Der Gebäudekomplex veranschaulicht zum einen die Umnutzung der Stadtbefestigung, die im 18. Jh. ihren Zweck als Verteidigungsanlage weitgehend eingebüßt hatte und aufgrund der Raumknappheit im Stadtzentrum überbaut wurde, zum anderen die Lebensbedingungen eines wohlhabenden, im Ortskern ansässigen Handwerkers. Somit werden Erkenntnisse für die Wirtschafts-, Sozial- und Stadtgeschichte ermöglicht. Geschützt nach §§ 2 (Gebäude) DSchG |    |
| Weitere Bilder | Stadttor und Stadttorturm; Sachgesamtheit mit angebautem Wächterhaus | Hauptstraße 41                                             |           | Rundturm mit flachem Glockendach, erhöhter Zugang von Nordwesten; rundbogige Tordurchfahrt mit Steinquaderung; auf Tor gebautes zweigeschossiges Fachwerk-Torhaus mit Halbwalmdach nach Westen und Glockentürmchen an Ostgiebel; an Südostecke eingeschossiges Fachwerk-Wächterhaus mit Mansarddach; Oberes Tor bereits 1554 genannt, 1599 erneuert, Durchfahrt 1620 vergrößert (in Bogen datiert), Torhaus 1737, Glockentürmchen 1741, Wächterhaus um 1750; 1904, 1929–1931, 1952, 1979–1985 Instandsetzungen, 1977 Fußgängerdurchgang nördl. der Tordurchfahrt. Tor, Torhaus, Turm und Wächterhaus bilden eine Sachgesamtheit. Tor und Turm sind älter als die ab 1610 errichtete Stadtmauer. Der Gebäudekomplex mit Turm, Tor(haus) und seltenem, auf der Brücke über den Stadtgraben errichtetem Wächterhaus vermittelt anschaulich die funktionalen Zusammenhänge am einzig erhaltenen Stadttor. Als Abschluss der Kernstadt und Übergang zur Vorstadt ist die Sachgesamtheit stadtbaugeschichtliches und fortifikatorisches Dokument mit außergewöhnlichem Erhaltungszustand und hoher stadtbildprägender Wirkung. Geschützt nach §§ 28 (Gebäude) DSchG |    |
| Weitere Bilder | Wohn- und Geschäftshaus                                              | Hauptstraße 42                                             |           | Giebelständiges, zweigeschossiges Fachwerkhaus; Erdgeschoss und Traufseite verputzt, profilierte Schwellen und Kehlbalken, Stockwerksvorkragung, Zierfachwerkgiebel (Rauten- und Sternmotive, Feuerböcke), Satteldach; in Eckständer auf 1681 datiert, nach 1950 Ladeneinbau im Erdgeschoss. Innerhalb der Stadtmauer direkt am Oberen Tor (Hauptstr. 41) gelegen, bildet das Gebäude den Abschluss der Häuserzeile auf der Südseite der Hauptstraße. Das mit einem reich gestalteten Zierfachwerkgiebel versehene Gebäude dokumentiert die traditionelle Zimmermannskunst im späten 17. Jh. Es steht zugleich für den Willen der Bürgerschaft, sich aus der unmittelbaren Einflusssphäre des Fürsten zu lösen und in größtmöglicher Entfernung zum Schloss repräsentative Bauten zu errichten. Damals wie heute prägt seine Schaufassade das Stadtbild an der östlichen Zufahrt zum ummauerten Kernbereich, im Umfeld der Stadtkirche sowie an der Einmündung der Hinteren Gasse. Geschützt nach §§ 2 (Gebäude) DSchG |    |
| Weitere Bilder | Wohn- und Geschäftshaus                                              | Hauptstraße 48                                             |           | Traufständiges, zweigeschossiges verputztes Fachwerkhaus; umlaufendes Gesims und ornamentierte Brüstungsfelder an der Straßenseite, profilierte Traufe, Mansardwalmdach mit stichbogigen Gauben; um 1750 erbaut, 1857 Umgestaltung des Erdgeschosses in Werkstein, dabei Vergrößerung der Fenster und pilasterartige Gliederung (in Türsturz datiert), 1971 Instandsetzung und Einbau von Dachgauben, 1982 Fassadenrenovierung, 1992 Dachausbau. Hinter dem Gebäude steht eine erhaltenswerte Fachwerkscheune. Das Wohn- und Geschäftshaus wurde auf dem ehem. herrschaftlichen Torgarten errichtet. Der repräsentative Barockbau steht exemplarisch für den Bauboom in der Vorstadt, der um 1700 einsetzte und sich mit der Einrichtung der Postroute Nürnberg – Straßburg 1744 verstärkte. Er ist bauliches Zeugnis der Umgestaltung der Hauptstraße vor dem Oberen Tor im 18. Jh. und dokumentiert den barocken Planungs- und Bauwillen mit symmetrischen Gebäuden auf einer linearen Bauflucht. Geschützt nach §§ 2 (Gebäude) DSchG |    |
| Weitere Bilder | Ehemaliges Handwerkerhaus                                            | Hauptstraße 50                                             |           | Traufständiges, zweigeschossiges verputztes Fachwerkgebäude mit niedrigem Steinsockel, Stockwerksvorkragung und profilierte Traufe, Satteldach; in 1. Hälfte des 18. Jhs. erbaut, Fassade in 1950er Jahren neu gestaltet, 1978 Umbau der rückwärtig angebauten Scheuer, 1992 Renovierung von Fassade und Dach. Das ehem. Handwerkerhaus wurde im 19. Jh. von einem Seifensieder und einem Weber bewohnt und genutzt. Das außerhalb des ummauerten Stadtkerns auf der Stadtgrabenmauer erbaute Fachwerkhaus dokumentiert die Entwicklung, die die 1536 erstmals erwähnte Vorstadt um 1740 nahm: die Zugbrücke des Oberen Tores wurde durch eine Steinbrücke ersetzt, eine streng lineare Bauzeile, orientiert an städtebaulichen Leitideen des Barock, wurde errichtet. Geschützt nach §§ 2 (Gebäude) DSchG |    |
| Weitere Bilder | Wohn- und Geschäftshaus                                              | Hauptstraße 51                                             |           | Zweigeschossiger Fachwerkbau; steinernes Erdgeschoss mit Kolonnade an Südgiebelseite; Satteldach mit ostwärts gewandtem Zwerchhaus; um 1800 erbaut, Ladeneinbau zweite Hälfte des 19. Jhs., Zwerchgiebel 1910, Fachwerkfreilegung 1964/65. Das Fachwerkhaus markiert die Einmündung der Regenbacher Straße in die Hauptstraße. Für die 1850er und 1860er Jahre ist der Bierbrauer Marquard als Besitzer nachgewiesen. Nach den späteren Nutzern wird das Haus zuweilen „Stahl’sche Drogerie“ genannt. Das Wohn- und Geschäftshaus ist bauliches Zeugnis der Umgestaltung der Hauptstraße vor dem Oberen Tor im 18. Jh. und dokumentiert den barocken Planungs- und Bauwillen mit symmetrischen Gebäuden auf einer linearen Bauflucht. Das Gebäude prägt durch seine Ecklage an der Einmündung der Regenbacher Straße das Ortsbild der Vorstadt im Umgebungsbereich des Oberen Tores. Geschützt nach §§ 2 (Gebäude) DSchG |    |
| Weitere Bilder | Gasthaus „Zur Post“                                                  | Hauptstraße 55                                             |           | Zweigeschossiger Massivbau mit hohem Kellergeschoss; verputzt; über doppelläufige Treppe an Südseite erschlossen; profilierte Traufe, Mansardwalmdach; Verzierung mit Posthorn sowie Inschrifttafel und Sonnenuhr (dort jeweils auf 1756 datiert) an Südseite, rückwärtiger Anbau in Katasterplan von 1833 noch eigenständiges Gebäude, Kellereingang an Südseite auf 1897 datiert, 2005 Renovierung von Dach und Fassade. Der Gasthof „Post“ bildet eine Sachgesamtheit mit der zugehörigen Scheune in der Gartenstraße 2. Der Gasthausstandort der „Herberge vor dem Tor“ wurde 1428 in der Chronik des Schlosses erstmals erwähnt. Nur wenige Jahre nach Einrichtung der Reichspoststation 1752 brannte die „Post“ ab und wurde 1756 in barockem Stil neu errichtet. Der Gasthofstandort hat stadtbaugeschichtliche Bedeutung für die Entwicklung der spätmittelalterlichen Vorstadt; das heute überlieferte Haus ist Dokument der barocken Umgestaltung der Vorstadt und ein anschauliches Beispiel eines großen Gasthofs im 18. Jh. Geschützt nach §§ 2 (Gebäude) DSchG |    |
| Weitere Bilder | Wohnhaus                                                             | Hauptstraße 56                                             |           | Traufständiges, zweigeschossiges verputztes Fachwerkhaus auf niedrigem Steinsockel; Südostecke stark angeschrägt, profilierte Schwellen und Traufe, leichter Vorstoß an Giebel- und Traufseiten, Halbwalmdach; um 1750 errichtet, 2003/04 Fassadensanierung. Die Anschrägung lässt vermuten, dass die eng angrenzende, 1756 erbaute Scheuer des Gasthofs „Post“ (Gartenstr. 2) zum Bauzeitpunkt bereits existiert haben dürfte. 1857 ist ein Sattler als Besitzer des Hauses nachweisbar. Das authentisch überlieferte Fachwerkhaus belegt die rege Bautätigkeit und städtebauliche Neuordnung des 18. Jhs. im Vorstadtbereich vor dem Oberen Tor und ist ein typisches Beispiel barocken Bauens mittlerer sozialer Schichten in Langenburg. Geschützt nach §§ 2 (Gebäude) DSchG |    |
|                | Wohn- und Geschäftshaus                                              | Hauptstraße 57                                             |           | Giebelständiges, zweigeschossiges verputztes Fachwerkhaus; an östlicher Traufseite durch Anbau erweitert; steinerne Sonnenuhr auf Giebelseite; Neidkopf an Konsole von Krüppelwalmdach; um 1700 erbaut, Ladeneinbau Ende des 19. Jhs. Das Gebäude ist in eine Häuserzeile mit den Gasthöfen „Zur Post“ und „Zum Roß“ (Hauptstr. 55 bzw. 59) eingebunden. Das Gebäude ist ein Dokument frühbarocken Bauens in der Vorstadt mit charakteristisch verputzter Fachwerk-Fassade und bemerkenswerten Details (Sonnenuhr, Neidkopf). Es veranschaulicht zudem einen typischen Ladenumbau des 19. Jhs. Geschützt nach §§ 2 (Gebäude) DSchG |    |
|                | Gasthof „Roß“                                                        | Hauptstraße 59                                             |           | Giebelständiges zweigeschossiges verputztes Fachwerkhaus mit massivem Sockel; mittiger Eingang mit Oberlicht, zweiflügelige geschnitzte Haustür mit Bandelwerkornamentik; profilierte Traufe, hoher Giebel mit drei Dachgeschossen, Satteldach; auf Steintafel mit Bäckerzunftwappen und Ross mit 1737 datiert, im Kern eventuell älter; 1999 partielle Fassadeninstandsetzung. Das Gasthof „Roß“ wurde nur einige Meter vom Gasthaus „Lamm“ bzw. „Post“ (Hauptstr. 55) errichtet, beide zusammen bildeten ein zweites gastronomisches Zentrum, das mit den Wirtshäusern am Kronenbuck konkurrierte. Die gegenüberliegenden Gebäude Hauptstr. 59 und 66 stehen dicht beieinander, wodurch die wichtigste Zufahrtstraße markant verengt wird. Das Gasthaus ist ein wichtiges Baudokument der Vorstadtentwicklung in Langenburg und Zeugnis des historischen Gastgewerbes in der Stadt. Geschützt nach §§ 2 (Gebäude) DSchG |    |
|                | Ehemaliges Wohnstallhaus                                             | Hauptstraße 66                                             |           | Giebelständiges, zweigeschossiges Fachwerkhaus auf Bruchsteinsockel; Zugang an Nordwestecke zurückgesetzt; Erdgeschoss und Traufseiten verputzt, sichtbares Fachwerk in Obergeschoss und Giebelfeld (dort rautenförmige Zierelemente), Satteldach; um 1700 erbaut, 1972 Außeninstandsetzung, 1982 Verbreiterung des Gehwegs mit Unterfangung des Gebäudes. Die gegenüberliegenden Gebäude Hauptstr. 59 und 66 stehen dicht beieinander und bilden eine Straßenverengung. Das für ein Wohnstallhaus vergleichsweise aufwändig gestaltete Fachwerkgebäude zeugt vom Repräsentationsbedürfnis der Einwohner im aufstrebenden Residenzstädtchen, das auch die Vorstadt im 18. Jh. erfasste. Die Engstelle ist städtebaulich wichtig, da sie den einstigen östl. Stadtrand markiert. Geschützt nach §§ 2 (Gebäude) DSchG |    |
|                | Wohnhaus mit Remise                                                  | Hauptstraße 77                                             |           | Traufständiges, zweigeschossiges Wohnhaus mit Hausteinmauerwerk; Einfassungsmauer, steinernes Ornamentband über mittigem Rundbogeneingang, profilierte Fenstergurte im Erdgeschoss, ornamentierte Fenstergesimse im Obergeschoss, Pfeiler der Zwillingsfenster mit Kapitellausbildung, bauzeitliche Fensterläden an westl. Giebelseite, Kassettengesims am Satteldach; um 1870 erbaut. Im Gebäude sind Stuckprofile und eine Innentür mit farbiger Verglasung erhalten. Das Erdgeschoss wurde als Werkstatt einer Seilerei und als Gaststube genutzt. Die Remise aus Haustein und Fachwerk ist im Türsturz auf 1879 datiert. Das Gebäude ist mit seiner klaren, symmetrischen Fassadengliederung sowie der handwerklich sorgfältigen und künstlerisch aufwändigen Ausführung ein außergewöhnliches Dokument eines am Klassizismus orientierten historistischen Baustils in Langenburg. Es ist im Erweiterungsbereich der Vorstadt besonders auffällig und durch den authentischen Überlieferungsgrad von Wohnhaus und Remise einzigartig. Geschützt nach §§ 2 (Gebäude) DSchG |    |
|                | Wohnhaus                                                             | Hauptstraße 84                                             |           | Traufständiges, zweigeschossiges verputztes Fachwerkhaus mit massivem Erdgeschoss; stichbogiges Einfahrttor, Segmentbogenfenster und -eingang in Erdgeschoss, Stockwerksgliederung durch profiliertes Gurtgesims, profilierte Traufe; Mansard-Halbwalmdach mit Dachgauben; angebaute Altane an Ostseite; in barocker Kartusche im Erdgeschoss auf 1770 datiert, 1985 Erneuerung südl. Außenwand. Zum Wohnhaus gehört eine erhaltenswerte Fachwerkscheune aus dem 19. Jh. Das Gebäude wurde für einen Maurer errichtet. Der repräsentative Barockbau steht exemplarisch für die Erweiterung der Vorstadt im 18. Jh. Die stark gegliederte Fassade mit diversen Zierelementen zeugt von Wohlstand und gesellschaftlichem Anspruch des Handwerkers, der vom Bauboom in der aufstrebenden Residenzstadt profitiert. Die bis heute erhaltene Tordurchfahrt und die Scheune im Hof weisen zudem auf das Nebeneinander von Handwerksbetrieb und landwirtschaftlicher Nutzung hin. Geschützt nach §§ 2 (Gebäude) DSchG |    |
|                | Wohnhaus mit Apotheke                                                | Hauptstraße 88                                             |           | Traufständiger, zweigeschossiger barocker Massivbau; verputzt, Steinsockel; Fenster- und Türgewände in rotem Sandstein, an der Hauptstraße zugewandter Schauseite geohrt; Westgiebel mit Gurtgesims; fürstlich-hohenlohische Wappentafel; Halbwalmdach; 1782 als Hofapotheke erbaut (Datierung durch Inschriftstein), im 20. Jh. neuer Apothekeneingang. Der Apotheker erwarb das Haus 1797/1819 aus fürstlichem Besitz. Der Urkatasterplan von 1833 belegt einen gestalteten barocken Apothekengarten, welcher in dieser Gestaltung nicht erhalten ist. Das äußerlich nur geringfügig veränderte Gebäude steht mit seiner barocken Formensprache exemplarisch für die Stadterweiterung des 18. Jhs. entlang der Hauptausfallstraße Richtung Blaufelden. Die Nutzungskontinuität in der bis heute mit dem Haus verknüpften Apothekentradition ist für die Stadtgeschichte bedeutsam. Die Größe von Haus und Garten zeugt vom Wohlstand der Besitzer. Geschützt nach §§ 2 (Gebäude) DSchG |    |
|                | Wohnhaus mit Scheune                                                 | Hauptstraße 89                                             |           | Traufständiges, zweigeschossiges verputztes Fachwerkhaus mit niedrigem Hausteinsockel; bauzeitliche Eingangstür; Krüppelwalmdach mit profilierter Traufe; um 1820 erbaut, um 1900 Schieferverkleidung der Westgiebelseite, Umbaumaßnahmen (u. a. Verlegung des Eingangs) 1970 und 1983, Instandsetzung 1987. Zugehörig ist eine um 1800 erbaute Fachwerkstallscheuer mit Hausteinsockel und Mitteltenne. Das Gebäude wurde von zwei Handwerkerfamilien errichtet. Im Inneren sind Kassettentüren und Randprofilierung der Stubendecke sowie der Dachstuhl unverändert erhalten. Wohnhaus und Scheuer bilden ein anschauliches Beispiel für die Wohnbedingungen und die Wirtschaftsweise von Handwerkern im 19. Jh. Die Scheune belegt den landwirtschaftlichen Hintergrund der Gebäude in der äußeren Vorstadt und ist damit auch ein sozialtopographisches Dokument in der Stadt. Geschützt nach §§ 2 (Gebäude) DSchG |    |
|                | Wohn- und Geschäftshaus                                              | Hauptstraße 91                                             |           | Traufständiges, zweigeschossiges verputztes Fachwerkhaus; Kniestock und mittiges Zwerchhaus, Satteldach; um 1870 erbaut, Ladeneinbau mit hölzerner Tür- und Fensterverdachung um 1900. Zum Gebäude gehört ein in den Bauakten auf 1879 datierter Holzschuppen, der erhaltenswert ist. Die Schaufenster und die Ladeneinrichtung sind aus der Einbauzeit erhalten. Das Fachwerkhaus stellt ein anschauliches Beispiel für den vorstädtischen Ausbau Langenburgs in der zweiten Hälfte des 19. Jhs. dar. Traufständige zweigeschossige Wohnbauten (vgl. Hauptstr. 93-95 und 104) sind für diese Zeit und diesen Bereich typisch. Der nur eine Generation nach Errichtung des Gebäudes vollzogene Ladeneinbau deutet auf eine zunehmende wirtschaftliche Belebung des damals am östlichen Stadtrand gelegenen Areals hin. Geschützt nach §§ 2 (Gebäude) DSchG |    |
|                | Fachwerkscheune                                                      | Hauptstraße 96a                                            |           | Fachwerkscheuer mit Sandsteinquadersockel; Satteldach; erste Hälfte des 19. Jhs. Das Ökonomiegebäude wurde für einen Bäcker erbaut. Das Gebäude zeigt exemplarisch die Fachwerkkonstruktion im Scheunenbau im frühen 19. Jh. Gleichzeitig ist es ein bauliches Dokument für das Wirtschaften jener Zeit: Der Bäcker musste neben seinem Handwerksbetrieb in der Landwirtschaft tätig sein, um den Lebensunterhalt für seine Familie zu sichern. Geschützt nach §§ 2 (Gebäude) DSchG |    |
| Weitere Bilder | Ehemaliges Erstes Rathaus                                            | Hintere Gasse 3                                            |           | Zweigeschossiges verputztes Fachwerkgebäude, hohes Bruchsteinerdgeschoss mit Eckquadern; geohrte Tür- und Fenstergewände, Traufe und Schwellen profiliert, Putzmalerei täuscht Eckquader im Obergeschoss vor, Halbwalmdach; Erdgeschoss aus dem 16. Jh., Obergeschoss und Fassadenumgestaltung 17./18. Jh., Renovierung 1984. Das Gebäude ist ein Anbau an den herrschaftlichen Fruchtkasten und war – wie die beiden anderen Rathäuser auch – in fürstlichem Besitz. Es hat einen außergewöhnlich großen Gewölbekeller. Heute unscheinbar in der Hinteren Gasse gelegen, nahm das erste Rathaus einst eine stadtbildprägende Position ein: bevor das zweite Rathaus (Hauptstr. 1, um 1650) erbaut wurde, gehörte es zur Randbebauung des Schlossplatzes und markierte die Grenze zwischen fürstlichem und bürgerlichem Terrain. In den Komplex fürstlicher Nutzbauten integriert, zeugt der frühbarock gestaltete Bau vom Einfluss, den die Herrschaft auf die Geschicke der Stadt nahm. Es hat daher große Bedeutung für die Stadtgeschichte. Geschützt nach §§ 2 (Gebäude) DSchG |    |
|                | Wohnhaus bzw. Stadtturm                                              | Hintere Gasse 7                                            |           | Giebelständiges, zweigeschossiges Wohnhaus auf der Stadtmauer; Erdgeschoss wohl Überrest von ehem. Stadtmauerturm, dort Eckquaderung; Südgiebelseite verputzt, Nordgiebelseite verkleidet; Satteldach; Turmstumpf aus dem 17. Jh., Wohnteil im 19. Jh. aufgesetzt. Gemeinsam mit dem Gebäude Hintere Gasse 9 steht das Haus auf einem Vorsprung, der aus der nördl. Stadtmauer herausragt. Die exponierte Lage deutet auf einen ehem. Turm hin, der die Nahtstelle vom Ökonomiebereich des Schlosskomplexes und der städtischen Bebauung nördlich des Marktplatzes schützen sollte. Das Wohnhaus auf der Stadtmauer zeugt von der schon früh erfolgten optimierten Verdichtung der überbauten Nutzfläche im Kernbereich Langenburgs. Städtebaulich und stadthistorisch ist die Überbauung eines ehem. Turmes hervorzuheben, dem im Rahmen der Stadtbefestigung die Funktion zufiel, die vor 1610 vermutlich der Pulverturm (Hauptstr. 7) innehatte. Geschützt nach §§ 28 (Gebäude) DSchG |    |
| Weitere Bilder | Wohnhaus bzw. Stadtturm                                              | Hintere Gasse 9                                            |           | Dreigeschossiges Fachwerkwohnhaus mit rückwärtigem, zweigeschossigem, etwas schmalerem Bauteil; vorderer Teil an östlicher Traufseite auf Stadtmauervorsprung aufgesetzt, an Straßenfront Sichtfachwerk, Seiten- und Rückfront verputzt, Satteldach; Erdgeschoss von hinterem Teil wohl Überrest von ehem. Stadtmauerturm, dort Eckquaderung; Obergeschoss und Nordgiebel verputzt, einseitiges Krüppelwalmdach; Stadtmauer, Turmstumpf und zwei Wohngeschosse aus dem 17. Jh., im 19. Jh. aufgestockt. Das Gebäude ist Bestandteil der Stadtbefestigung (ab 1610). Die exponierte Lage deutet auf einen ehem. Turm hin, der die Nahtstelle vom Ökonomiebereich des Schlosskomplexes und der städtischen Bebauung nördlich des Marktplatzes schützen sollte. Das Wohnhaus auf der Stadtmauer zeugt von der schon früh erfolgten optimierten Verdichtung der überbauten Nutzfläche im Kernbereich Langenburgs. Städtebaulich und stadthistorisch bedeutsam ist die zeitnah zur Stadtbefestigung einsetzende Überbauung des ehem. Turmes. Geschützt nach §§ 28 (Gebäude) DSchG |    |
| Weitere Bilder | Wohnhaus                                                             | Hintere Gasse 15                                           |           | Giebelständiges, zweigeschossiges Fachwerkhaus; Erdgeschoss der Südgiebelseite verputzt, profilierte Schwellen, zweiseitig geschnitzte Eckständer mit Drehstab- und Schneckenmotiv im Obergeschoss; Obergeschoss und Giebel der Rückfront verputzt; Satteldach; in Eckständer auf 1679 datiert, 1976 Fassadensanierung, 2001 neues Dach. Die Stadtmauer (Kulturdenkmal gemäß § 28 DSchG) ist ins Erdgeschoss der nördl. Giebelwand integriert. Auf dem Urkatasterplan von 1833 ist das Gebäude als standesherrschaftlich gekennzeichnet. Die ungewöhnliche frühe Überbauung der Stadtmauer könnte zudem mit der Lage direkt hinter dem Pulverturm (Hauptstr. 7) in Verbindung stehen. Inmitten der Ökonomiegebäude an der Hinteren Gasse wirkt das frühneuzeitliche Fachwerkhaus mit der aufwändig gestalteten Fassade heute stadtbildprägend. Es hat dokumentarischen Wert für das Bauen im 17. Jh. in städtebaulich beengter Lage. Geschützt nach §§ 2 (Gebäude) DSchG |    |
|                | Fachwerkscheune                                                      | Hintere Gasse 19                                           |           | Giebelständige, eingeschossige Fachwerkscheuer; Südgiebel verputzt; nördl. Giebel verbrettert; Satteldach; im 18. Jh. erbaut, Garageneinbau des 20. Jhs. an östl. Traufseite. Die Gebäuderückseite ist auf die Stadtmauer (Kulturdenkmal gemäß § 28 DSchG) gebaut. Dieser Bereich der heutigen Hinteren Gasse besteht zur Bauzeit aus von der Hauptstraße erschlossenen Hinterhofparzellen mit rückwärtigen Ökonomiegebäuden; der durchgängige Straßenzug entstand erst nach dem Brand von 1856. Das Gebäude ist ein wesentliches Element der historischen Bebauung vor dem Brand von 1856 an der Hinteren Gasse und entlang der Stadtmauer, die auf charakteristische Weise durch Ökonomiebauten geprägt wurde. Es verdeutlicht historisch gewachsene Wirtschafts- und Sozialstrukturen im Kernbereich Langenburgs. Geschützt nach §§ 2 (Gebäude) DSchG |    |
|                | Stallscheune                                                         | Hintere Gasse 23                                           |           | Traufständige, zweigeschossige ehem. Stallscheuer; Westgiebelseite aus Steinquadern, ansonsten verputztes Fachwerk; Satteldach; in Türsturz des Stalleingangs auf 1857 datiert, 1991 zum Wohnhaus ausgebaut (Dachgauben), Ladeneinbau. Die Stadtmauer (Kulturdenkmal gemäß § 28 DSchG) ist in die rückwärtige Traufseite integriert, Die ehem. Stallscheune gehörte zum Gasthaus in der Hauptstr. 17. Die Scheuer ist eines der Ökonomiegebäude, die in charakteristischer Weise auf die nördl. Stadtmauer gebaut wurden und eine Scheunenzeile bilden, die für Langenburg ortsbildprägend ist. Die Datierung belegt, dass an dieser Stelle eine der Scheunen stand, die dem Brand von 1856 zum Opfer fielen; das Gebäude dokumentiert die Stadtplanung für den Wiederaufbau nach dem Brand, die durch eine veränderte Baulinie aus ehem. Hofbereichen eine durchgängig befahrbare Gasse formte. Geschützt nach §§ 2 (Gebäude) DSchG |    |
| Weitere Bilder | Remise                                                               | Hintere Gasse 29                                           |           | Traufständiger, eingeschossiger Fachwerkbau auf niederem Steinsockel; südl. Traufseite fachwerksichtig, Ostwand verputzt; Walmdach; in der zweiten Hälfte des 19. Jhs. erbaut, 1998 statische Sicherung. Als nördl. Traufseite fungiert die Stadtmauer (Kulturdenkmal gemäß § 28 DSchG). Die Remise ist ein Nebengebäude des sog. Witwenbaus (Hauptstr. 23) und bildet mit diesem eine Sachgesamtheit. Das Gebäude steht in einer Reihe traufständiger Ökonomiebauten an der nördl. Stadtmauer, die im Zuge der Neugestaltung der Hinteren Gasse nach dem Brand 1856 entstanden (vgl. Hintere Gasse 23). Das kleine Remisengebäude dokumentiert das ökonomisch orientierte Bauen in Fachwerk im 19. Jh. und besitzt als herrschaftliches Nebengebäude eine Sonderrolle in der durch Scheunen geprägten Hinteren Gasse. Geschützt nach §§ 2 (Gebäude) DSchG |    |
| Weitere Bilder | Stadtmauerturm                                                       | Hintere Gasse 33                                           |           | Viereckiger, zu Wohnzwecken umgebauter Stadtmauerturm; vom Straßenniveau der Hinteren Gasse zweigeschossig, Giebel nach Norden und Süden gewandt; Unterbereich des Turmes und Erdgeschoss steinsichtig, Obergeschoss und Giebel verputzt; Satteldach; im 17. Jh. zum Schutz der nördl. Stadtmauer erbaut, Umgestaltung zu Wohnraum im Türsturz auf 1846 datiert, 1990 Umbaumaßnahmen. In diesem Bereich ist die Befestigungsmauer bei der Belagerung durch kaiserliche Truppen im Rahmen des Dreißigjährigen Krieges 1634 überwunden worden. Die beiden erhaltenen Stadttürme an der nördl. Stadtmauer (vgl. Hintere Gasse 49) prägen die Stadtansicht der auf einem Bergsporn über dem Jagsttal errichteten Kernstadt. Sie dokumentieren die Notwendigkeit, die ab 1610 erbaute Verteidigungslinie im 17. Jh. zusätzlich zu schützen und belegen, dass diese Notwendigkeit im 18. und 19. Jh. entfiel, was eine Umnutzung nach sich zog (vgl. Hintere Gasse 7 und 9). Geschützt nach §§ 28 (Gebäude) DSchG |    |
| Weitere Bilder | Wohnhaus                                                             | Hintere Gasse 35                                           |           | Giebelständiges, zweigeschossiges Fachwerkhaus mit niedrigem Steinsockel; Eingang traufseitig im Hochparterre, profilierte Traufe, Satteldach; in der zweiten Hälfte des 18. Jhs. erbaut, 1990 umgebaut, dabei Fachwerkfreilegung, Rückbau des Zugangs im Untergeschoss (heute traufseitiges Fenster). Das Fachwerkhaus ist als Wohn- und Arbeitsstätte eines Handwerkers an einen der nördl. Stadtmauertürme (Hintere Gasse 33) angebaut worden. Es wurde laut Urkataster von 1833 an einem bis heute erhaltenen kleinen Platz hinter Hauptstr. 25/27 errichtet und bei der Neubebauung nach dem Brand 1856 in die veränderte Bau linie der neu geschaffenen Hinteren Gasse integriert. Vom ehem. Handwerkerhaus ist noch die Raumstruktur (Handwerkerstube, Hühnerställe im Untergeschoss) nachvollziehbar. Es ist ein anschauliches Beispiel für die Wohn- und Lebensweise im 18. Jh. Städtebaulich und stadtgeschichtlich bedeutsam sind die Anbausituation am Stadtmauerturm und die Lage an Platz und Hinterer Gasse. Geschützt nach §§ 2 (Gebäude) DSchG |    |
| Weitere Bilder | Scheune                                                              | Hintere Gasse 37                                           |           | Traufständige, eingeschossige Fachwerkscheune; Rundbogen-Kellereingang an südl. Traufseite; konstruktives Fachwerk, an Ostgiebelseite Ausfachung aus Backstein, Giebeldreieck mit gekreuzten Rauten beidseitig; Satteldach; Ende des 18. Jhs. errichtet, im 20. Jh. Umbau zu Wohnzwecken, 1990 Außensanierung. Die Stadtmauer (Kulturdenkmal gemäß § 28 DSchG) ist in die nördl. Traufseite integriert. Die Scheune ist an das Wohnhaus Hintere Gasse 35 angebaut. Die heute umgenutzte Scheune ist eines der Ökonomiegebäude, die in charakteristischer Weise auf die nördl. Stadtmauer gebaut wurden und eine traufständige Scheunenzeile bilden, die das Ortsbild im Bereich der Hinteren Gasse prägt. Sie ist Baudokument der agrarisch geprägten Wirtschafts- und Sozialstruktur der Stadt. Geschützt nach §§ 2 (Gebäude) DSchG |    |
| Weitere Bilder | Stallscheune                                                         | Hintere Gasse 41                                           |           | Giebelständige, eingeschossige Stallscheune; an Südgiebelseite Scheunentor, Stallzugang und rundbogiger Kellereingang; konstruktives Fachwerk, Zahnschnittfries im Rähmbalken; Bereich des Kellereingangs massiv; Satteldach; an Kellereingang auf 1824 datiert. In die nördl. Giebelseite ist die Stadtmauer (Kulturdenkmal gemäß § 28 DSchG) integriert. Die große Fachwerk-Stallscheune prägt das Straßenbild an einem kleinen Platz, zu dem sich die Hintere Gasse in diesem Bereich weitet (Folge der kleinteiligeren Neubebauung des Grundstücks Hintere Gasse 39 nach 1833). Die Erschließung über drei nebeneinander angeordnete Tore und Türen verdeutlicht den multifunktionalen Charakter des Ökonomiegebäudes und zeigt vor Ort erlebbare Wirtschafts- und Sozialgeschichte im Kernbereich Langenburgs. Geschützt nach §§ 2 (Gebäude) DSchG |    |
| Weitere Bilder | Wohnhaus                                                             | Hintere Gasse 47                                           |           | Traufständiges, zweigeschossiges Fachwerkwohnhaus mit Steinsockel; westl. Giebelseite verputzt, mittiger Eingang; profilierte Traufe, Satteldach; im 18. Jh erbaut, Veränderungen des 20. Jhs. (Fenster, Markisenkasten). In die nördl. Traufseite ist die Stadtmauer (Kulturdenkmal gemäß § 28 DSchG) integriert. Es bildet den östl. Abschluss in einer Reihe traufständiger Häuser auf Höhe der Stadtkirche. Wegen seiner historischen Bausubstanz kommt dem Fachwerkwohnhaus Zeugniswert hinsichtlich der Bauweise von Bürgerhäusern im 18. Jh. zu. Es dokumentiert mit seiner Lage, dass für bestimmte Bereiche der überwiegend mit Ökonomiegebäuden bebauten Hinteren Gasse – einerseits der Nahbereich der Schlossanlage, andererseits die unmittelbare Umgebung der Kirchenapsis – Wohnbebauung bevorzugt wurde. Sowohl als Abschluss der Baureihe nördl. der Kirche als auch durch seine Wahrnehmbarkeit von der Hauptstraße aus ist es für das Stadtbild bedeutsam. Geschützt nach §§ 2 (Gebäude) DSchG |    |
| Weitere Bilder | Stadtmauerturm, ehemaliges Hospital                                  | Hintere Gasse 49                                           |           | Viereckiger, zu Wohnzwecken umgebauter Stadtmauerturm; vom Straßenniveau der Hinteren Gasse dreigeschossig, Giebel nach Norden und Süden gewandt; Unterbereich des Turmes, Erd- und erstes Obergeschoss steinsichtig, zweites Obergeschoss und Giebel verputzt; Giebeltürmchen traufseitig an Südostecke; Satteldach; Turm 1610 zeitgleich mit der Stadtmauer erbaut, im 19. Jh. als Hospital umgestaltet. Der Stadtmauerturm schützte die Nordostecke des ummauerten Kernbereichs von Langenburg. Das 1753 von Graf Ludwig von Hohenlohe gestiftete Armenhospital war bis etwa 1830 in einem nicht mehr erhaltenen Gebäude am Unteren Tor untergebracht, dann bis 1882 und von 1906 bis ca. 1950 erneut im Turm. Die beiden erhaltenen Stadttürme der nördl. Stadtmauer (vgl. Hintere Gasse 33) prägen die Stadtansicht der auf einem Bergsporn über dem Jagsttal erbauten Kernstadt. Sie dokumentieren die Notwendigkeit, die ab 1610 erbaute Verteidigungslinie im 17. Jh. zusätzlich zu schützen. Das ehem. Armenhospital zeugt vom sozialen Engagement der Herrschaft und ist stadtgeschichtlich wichtig. Geschützt nach §§ 28 (Gebäude) DSchG |    |
| Weitere Bilder | Erdgeschoss des Wohnhauses                                           | Hintere Gasse 55                                           |           | Das gemauerte Erdgeschoss des Wohnhauses mit Rundbogentür dürfte aus dem 16. oder frühen 17. Jh. stammen. In die östl. Giebelseite ist die Stadtmauer (Kulturdenkmal gemäß § 28 DSchG) einbezogen. Das steinerne Erdgeschoss ist ein historisches Baudokument für die Gestaltung des Stadtkerns in der Umgebung des Oberen Tores und der Stadtkirche. An ihm lässt sich die städtebauliche Planung und Entwicklung an der Hinteren Gasse – insbesondere die Bebauung des Nahbereiches des Kirchenchores ausschließlich mit Wohnhäusern und nicht mit Ökonomiegebäuden – nachvollziehen (vgl. Hauptstraße 39 und Hintere Gasse 47). Geschützt nach §§ 2 (Bauteil) DSchG |    |
|                | Ehemaliges Gasthaus                                                  | Kronenbuck 4                                               |           | Traufständiges, an Westseite eingeschossiges verputztes Fachwerkhaus mit steinernem Hanggeschoss; talwärtsgewandter Gebäudeabschnitt und nordöstliche Traufseite mit aufgesetztem Obergeschoss; südwestl. Traufseite massiv; Satteldach; vorstehender Kragstein an Giebelseite; im 17./18. Jh. erbaut. In unmittelbarer Nähe des Gebäudes befand sich das zu Beginn des 19. Jhs. abgebrochene Untere Tor als südl. Stadtzugang. Giebelseitig vorgelagert war die sog. Kaserne, die in die Stadtmauer einbezogen war; dort verläuft heute die Bächlinger Straße als neue, weniger steile Zufahrt zum Marktplatz. Für das ehem. Gasthaus Hirsch“ ist eine Nutzung als „Badhaus überliefert. Sowohl der alte Stadtzugang über die Bächlinger Steige und den Kronenbuck als auch die jüngere Bächlinger Straße führen an dem städtebaulich markanten Gebäude vorbei. Die auffällige Häufung von (ehem.) Wirtshäusern rings um die Einmündung des Kronenbuck in die Hauptstraße (vgl. Hauptstr. 12, 21, 24) ist von stadtgeschichtlicher Bedeutung, das Haus selbst hat dokumentarischen Wert für die Geschichte der Gasthäuser in Langenburg. Geschützt nach §§ 2 (Gebäude) DSchG |    |
|                | Doppelwohnhaus, Haus „Eintracht“                                     | Michelbacher Straße 10/12                                  |           | Traufständiges, zweigeschossiges Doppelwohnhaus; Backsteinmauerwerk mit Werksteinfenstergewänden im Erdgeschoss; Zierfachwerk des sog. Schweizerhausstils im Obergeschoss; Satteldach; Sandsteintafel im Erdgeschoss auf 1898 datiert, Dach im 20. Jh. verändert. Hinter dem Haus befinden sich zwei erhaltenswerte Ökonomiegebäude mit Backsteinmauerwerk. Das Haus wurde von der „Gemeinnützigen Baugenossenschaft Langenburg“ als Arbeiterwohnhaus erbaut. Es bildet eine Sachgesamtheit mit dem Haus Michelbacher Straße 14/16; beide Gebäude verweisen stilistisch auf die in derselben Bauperiode entstandene Bahnhofsgaststätte (Hauptstr. 149). Die beiden Doppelwohnhäuser Michelbacher Straße 10/12 und 14/16 sind die einzigen Relikte einer in Bahnhofsnähe geplanten Arbeitervorstadt. Die weithin originale Bausubstanz von Wohnhaus und Ökonomiegebäuden ermöglicht Einblicke in die Lebensbedingungen der Gründerzeit. Die Wiederverwendung von historischen Fachwerkformen im Heimatstil dokumentiert Wertvorstellungen des Fin de siècle. Geschützt nach §§ 2 (Gebäude) DSchG |    |
|                | Doppelwohnhaus, „Deutsches Haus“                                     | Michelbacher Straße 14/16                                  |           | Traufständiges, zweigeschossiges Doppelwohnhaus; Erdgeschoss mit Backsteinmauerwerk und flachbogigen, durch Werkstein-Keilstein betonten Fenster- und Türgewänden; Zierfachwerk des sog. Schweizerhausstils im Obergeschoss; zwei symmetrisch angeordnete Dacherker mit Krüppelwalm und zwei Dachgauben; steinerne Inschrifttafel im Erdgeschoss auf 1898 datiert, 1995 Außeninstandsetzung. Das hinter dem Haus gelegene Ökonomiegebäude ist erhaltenswert. Das Haus wurde von der „Gemeinnützigen Baugenossenschaft Langenburg“ als Arbeiterwohnhaus erbaut. Es bildet eine Sachgesamtheit mit dem Haus Michelbacher Straße 10/12; beide Gebäude verweisen stilistisch auf die in derselben Bauperiode entstandene Bahnhofsgaststätte (Hauptstr. 149). Die Doppelwohnhäuser Michelbacher Straße 10/12 und 14/16 sind die einzigen Relikte einer in Bahnhofsnähe geplanten Arbeitervorstadt. Sie kennzeichnen den östl. Abschluss der gründerzeitlichen Ausbauphase Langenburgs und sind stadtgeschichtlich bedeutsam. Das als „Deutsches Haus“ bezeichnete Gebäude prägt mit seinen markanten Erkern das Stadtbild in der Vorstadt. Geschützt nach §§ 2 (Gebäude) DSchG |    |
|                | Ehem. Wohnstallhaus                                                  | Regenbacher Straße 15                                      |           | Traufständiger, zweigeschossiger Massivbau mit Hanggeschoss; großformatiges Quadermauerwerk und Bruchsteinmauerwerk mit Eckquaderung, Halbwalmdach im westl. Dachbereich; im Kern 17. Jh., bauliche Veränderungen des 18. Jhs. in Türsturz auf 1786 datiert; im 20. Jh. Dachausbau und Veränderung des östl. Dachbereichs (u. a. Schleppgauben). Das älteste Massivhaus der Vorstadt gehört zur frühen Bebauung an der Regenbacher Steige, einer der beiden mittelalterlichen Steigstraßen aus dem Jagsttal nach Langenburg. Der auf dem Türsturz des traufseitigen Hauseingangs eingemeißelte ev. Gesangbuchvers ist im Stadtbild singulär. Die Mischnutzung des ehem. Wohn- und Stallgebäudes lässt sich bis heute an den beiden separaten Zugängen ablesen, mit denen das Haus von der Regenbacher Straße aus erschlossen wird. Der Gesangbuchvers („gott…segne unser täglich brod“) kündet von den Risiken und Ängsten einer bäuerlichen Existenz im 18. Jh. Das Gebäude prägt das Stadtbild an einem der ältesten Zugänge zum städtischen Raum und ist stadtgeschichtlich bedeutsam. Geschützt nach §§ 2 (Gebäude) DSchG |    |
|                | Brunnen                                                              | Regenbacher Straße (Flstnr. 43/2)                          |           | Ventilbrunnen mit gerundetem länglichem Eisentrog und gußeisernem Brunnenstock; Ornamentierung mit Akanthusblättern und Rosetten; Ende des 19. Jhs. Der Brunnen befindet sich an der Einmündung des Brauereiweges in die Regenbacher Straße, die in diesem Bereich dem Verlauf der mittelalterlichen Regenbacher Steige folgt. Sein Umfeld ist von Grünflächen, insbesondere Kraut- und Obstgärten, geprägt. Der Brunnen zeugt von der Gusseisenproduktion im ausgehenden 19. Jh., er steht exemplarisch für die Verbreitung von Produkten aus industrieller Fertigung. Als Relikt der historischen Wasserversorgung weist er auf den Wasserbedarf bei der Gartenbewirtschaftung hin, welche bis heute ein typisches Merkmal der Vorstadt geblieben ist. Geschützt nach §§ 2 (Kleindenkmal) DSchG |    |
| Weitere Bilder | Schloss Langenburg mit Mauern und Befestigungen                      | Schloss 1                                                  |           | Lang gestreckte mehrgeschossige Vierflügelanlage mit runden Ecktürmen, verputzter Massivbau mit Satteldächern, darauf z. T. Volutengiebel, die Ecktürme mit Kegeldächern bzw. Hauben mit Laternen; im Kern mittelalterlich (insbes. Türme und Halsgraben), 1575 unter Graf Wolfgang nach Plänen von Georg Robin und 1610–1627 unter Graf Philipp Ernst nach Plänen von Georg Kern zur Renaissanceanlage umgebaut, 1756–1761 Ostflügel nach Plänen von Christoph Schwarzwimmer barock bzw. frühklassizistisch umgebaut (1963 abgebrannt, 1966 wiederhergestellt); im Norden mit Zwinger, im Westen vorgelagerte Bastion (sog. Lindenstamm), im Osten steinerne Brücken mit Wächterhäuschen von 1763 über doppelten Graben zum ehem. Turnierplatz bzw. zur Stadt; im Inneren umfangreiche Ausstattung, z. T. museal zugänglich. Schloss Langenburg ist gleichsam Siedlungskern und Siedlungshöhepunkt der Stadt Langenburg. Es dokumentiert in eindrucksvoller Weise die Zeitschichten einer hohenlohischen Residenzanlage vom Mittelalter bis ins 19. Jh. und ist zugleich die optische Dominante im Stadt- und Landschaftsbild hoch über dem Jagsttal. Geschützt nach §§ 28 (Gebäude) DSchG |    |
|                | Ökonomiegebäude auf Schlossbefestigung                               | Schloss 2                                                  |           | Eingeschossiges verputztes Fachwerk- bzw. Massivgebäude mit Satteldach, nach 1883 auf der nordöstlichen Bastion des 16./17. Jhs. als Ökonomiegebäude aufgesetzt. Das Ökonomiegebäude ist Zeugnis der baulichen Verdichtung des Schlossareals im 19. Jhs. unter wirtschaftlichen Aspekten. Geschützt nach §§ 28 (Gebäude) DSchG |    |
|                | Eckturm auf Schlossbefestigung                                       | Schloss 3                                                  |           | Eingeschossiger Eckturm, massiver fünfeckiger Baukörper mit Zinnenkranz, 2. Hälfte 19. Jh. Der Eckturm ist eine der wenigen baulichen Zeugnisse der Umgestaltung des Schlosses im 19. Jh. in neugotischer Formensprache. Geschützt nach §§ 28 (Gebäude) DSchG |    |
|                | Kleines Nebengebäude                                                 | Schloss 4                                                  |           | Langgestreckter kleiner Baukörper, Massivbau mit Satteldach im Hang unterhalb des Marstalls, im Kern wohl 18./19. Jh. Das Gebäude ist ein Rest der ehemals stärkeren baulichen Verdichtung im Bereich der Vorburg im Umfeld von Marstall und Meirei und besitzt dokumentarischen Wert für die Geschichte der Ökonomiebauten, die sich östliche außerhalb des Kernbereiches des Schlossen befanden bzw. noch befinden. Geschützt nach §§ 2 (Gebäude) DSchG |    |
| Weitere Bilder | Magazingebäude; sog. Tummelhaus                                      | Schloss 5                                                  |           | Freistehende Fachwerkscheune mit Satteldach und teilweise massiven Außenwänden; im Kern wohl frühes 17. Jh., mit späteren Veränderungen, vor allem im Bereich des Fachwerks (18./19. Jh.), 2007 Dach- und Fassadensanierung. Die Fachwerkscheune, das so genannte Tummelhaus (= Reitschule), wird heute als Lagergebäude mit Wildkammer verwendet; es steht außerhalb der befestigten Bereiche des Schlosses an der nördlichen Hangkante des Bergrückens. Die große ehem. Reitschule (späteres Magazingebäude) dokumentiert die umfangreichen Baumaßnahmen in der Residenz Langenburg im frühen 17. Jh., die auch zahlreiche Nebengebäude mit einschloss. Das herrschaftliche Gebäude mit seinem stattlichen Satteldach prägt die unmittelbare Umgebung des nördlichen Schlossgrabens am Übergang zum nördlichen Berghang. Geschützt nach §§ 2 (Gebäude) DSchG |    |
| Weitere Bilder | Ehem. Meierei und ehem. Marstall                                     | Schloss 6/8                                                |           | Traufständiges, lang gestrecktes Steinhaus, symmetrisch gegliederte Fassade mit kleinen Öffnungen im EG und großen gekoppelten Fenstern mit profilierten Steingewänden im OG, Staffelgiebel mit Satteldach; südlicher Flügel ebenfalls Massivbau mit schmalen, schießschartenartigen Öffnungen im Bereich der ehem. Ummauerung, modernes Flachdach; beide Gebäudekomplexe durch modernen Zwischenbau verbunden; im Kern 1448, Umbau frühes 17. Jh., 1970 Umbau zum Automobilmuseum. Der Marstall ist die raumprägende Baukante des Schlossvorbereiches (ehem. Turnierplatz) und prägt diesen mit seinem langen Baukörper in entscheidender Weise, ebenso wie die Meierei die nördliche Stadtmaueransicht am Übergang zum Schloss. Beide Gebäude zählen wie der Fruchtkasten und der Witwenbau zu den ältesten Steingebäuden Langenburgs und dokumentieren anschaulich den hohen baulich-gestalterischen Anspruch der Herrschaft, der auch an den Ökonomiegebäuden zum Ausdruck kommt. Die Umnutzung der 1970er Jahre hat ihre eigene Architektursprache. Geschützt nach §§ 2 (Gebäude) DSchG |    |
| Weitere Bilder | Ehem. Fruchtkasten                                                   | Schloss 7                                                  |           | Giebelständiges Steinhaus, symmetrisch gegliederte Fassade mit großem Rundbogentor im Erdgeschoss sowie kleineren rundbogigen Aufzugsöffnungen in den Obergeschossen, seitlich Treppenaufgang mit Eingangstüre, Staffelgiebel mit hohem, steilem Satteldach, an der Nordseite abgewalmt (dort auch andersartige Fassade mit wehrhaften Öffnungen im EG und großzügiger Durchfensterung im OG); frühes 17. Jh., 1978 als Erweiterungsbau des Automobilmuseum im EG umgebaut. Das Gebäude bildet heute zusammen mit dem gegenüberliegenden Hofratshaus den östlichen Abschluss des Schlossvorbereiches und den Übergang zur bürgerlichen Stadt. Der Fruchtkasten ist wie der vergleichbare „Witwenbau“ eines der ältesten Steingebäude Langenburgs und ein anschauliches Beispiel herrschaftlichrepräsentativen Bauens der im 17. Jh. aufstrebenden Residenz, auch für eine reine Lagernutzung. Der Staffelgiebel prägt den Schlossbereich in hohem Maße und ist ein markanter Kontrapunkt zur umgebenden Fachwerkbebauung bzw. zum flach gestreckten Marstall. Geschützt nach §§ 2 (Gebäude) DSchG |    |
|                | Orangerie und Garten                                                 | Schloss 11                                                 |           | Eingeschossiges Orangeriegebäude, Massivbau mit Satteldach und mittigem Zwerchhaus, gebäudetypische starke Durchfensterung nach Westen, Putzgliederung durch Lisenen, im Kern 18. Jh. mit Veränderungen des 19. Jhs. (Fenster), 2006/07 Umbauten zum Veranstaltungsraum. Der Orangerie im Westen vorgelagert ist ein im barocken Stil 1994 neu angelegtes Blumenparterre als Teil der historischen Schlossgärten. Garten und Orangerie sind durch eine hohe Stützmauer (2003 saniert) vom Schlossvorhof getrennt und liegen einige Meter tiefer. Die Orangerie mit dem vorgelagerten Gartenteil hat hohen dokumentarischen Wert für die Gartenbaukunst des 18. Jhs. und ist mit ihrer beengten Lage am Hang Zeugnis der schwierigen topographischen Lage und zugleich der geschickten Grundstücksnutzung innerhalb der Residenz Langenburg. Geschützt nach §§ 2 (Gebäude, Grünfläche) DSchG |    |
| Weitere Bilder | Hofratshaus                                                          | Schloss 12                                                 |           | Giebelständiges, zweigeschossiges Fachwerkhaus mit massivem Erdgeschoss; Zierfachwerk mit profilierten Schwellen an der Schauseite, massives Erdgeschoss mit profilierten Fenstern, vorspringender Standerker in Ecklage, Satteldach; im Kern wohl frühes 17. Jh. mit späteren Veränderungen (u. a. 1911 Erweiterung nach Süden), 1994 Außensanierung. Das Hofratshaus markiert das heutige östliche Ende des Schlossbereiches und steht seit dem Straßendurchbruch der Bächlinger Straße / Hauptstraße von 1868 frei. Das mit einer repräsentativen Fachwerk- und Massivfassade des 17. Jhs. ausgestattete Wohnhaus ist heute als östlicher Abschluss des Schlossbereiches ein städtebaulich sehr markantes Gebäude und hat besonderen dokumentarischen Wert für den Gestaltungswillen der Herrschaft hinsichtlich einer repräsentierenden Wirkung am Übergang zum zentralen Platz des Ortes. Geschützt nach §§ 2 (Gebäude) DSchG |    |
|                | Ehem. Amtsgerichtsgefängnis                                          | Ziegelrain 4                                               |           | Dreigeschossiger Massivbau in Hanglage; symmetrische Fassadengliederung mit Backsteinlisenen und -fries; Fenster- und Türrahmungen aus rötlichem Zementkunststein, zum Teil mit Kielbogen; Walmdach; 1904/05 nach Plänen des Bezirksbauamtes Ellwangen (Architekt: Fröhner; vgl. Hauptstr. 10) erbaut, 1992 Umbau und Einbau einer Wohnung im Dachgeschoss. Das Gebäude wurde zeitgleich mit dem Amtsgericht (Bächlinger Str. 35) erbaut, mit dem es eine Sachgesamtheit bildet. In den Fensterrahmungen sind noch die Löcher erkennbar, in welche die Gitterstäbe eingelassen waren. Das ehem. Amtsgerichtsgefängnis zeugt vom Gestaltungswillen, mit dem zu Beginn des 20. Jhs. ein Zweckbau architektonisch ansprechend geplant und verwirklicht wurde. Die ursprüngliche Funktion lässt sich bis heute an Details ablesen. Durch die Hanglage oberhalb des zugehörigen Amtsgerichtsgebäudes ist der einstige Funktionszusammenhang sehr anschaulich. Außerdem ist der Backstein-Putzbau von Süden weithin sichtbar, der Gebäudekomplex prägt Stadtbild und Fernansicht der Stadt gleichermaßen. Geschützt nach §§ 2 (Gebäude) DSchG |    |

### Nesselbach
| Bild | Bezeichnung | Lage                          | Datierung | Beschreibung | ID     |
| ---- | ----------- | ----------------------------- | --------- | ------------ | ------ |
|      |             | Nesselbach, Orlacher Straße 9 |           | [ 2 ]        | Schule |

### Unterregenbach
| Bild | Bezeichnung | Lage                       | Datierung | Beschreibung | ID     |
| ---- | ----------- | -------------------------- | --------- | ------------ | ------ |
|      |             | Unterregenbach, Am Bach 16 |           | [ 2 ]        | Schule |

## Abkürzungen
(d) dendrochronologisch bestimmt